# Aníbal Aquilino Ribeiro
Aníbal Aquilino Fritz Tiedmann Ribeiro (Paris, França, 26 de Fevereiro de 1914 - Moimenta da Beira, 1999) foi um juiz português. Era filho do escritor Aquilino Ribeiro.

## Biografia

### Nascimento e educação
Aníbal Aquilino Ribeiro nasceu em 26 de Fevereiro em 1914, em Paris, filho do escritor Aquilino Ribeiro e de Grete Fritz Tiedmann. Ainda nos primeiros meses de vida, vem para Lisboa com os seus pais, na sequência do eclodir da Primeira Guerra Mundial. Fez os estudos liceais na cidade de Viseu, onde esteve hospedado na casa do Sr. Aparício, um adepto republicano, sempre acompanhado por amigos do seu pai, Pinto de Campos e o médico Gomes Mota. Frequentou depois a Faculdade de Direito, onde concluiu a licenciatura e iniciou-se na magistratura.

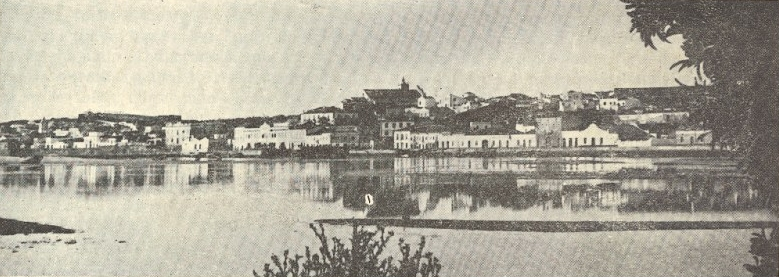
Cidade de Lagos, na primeira metade do Século XX.

### Carreira profissional
Em 1938, começou a exercer como delegado do Procurador da República de terceira classe, em Santiago do Cacém. Durante a primeira metade da década de 1940 foi transferido para a cidade de Lagos, onde ocupou a mesma posição, e em Junho de 1944, passou para a Comarca de Almada. Em 1948 ascendeu a juiz de Direito de 1.ª Instância de 3.ª classe, tendo sido colocado primeiro em São João da Pesqueira, e em 1950 na Golegã. Alcançou depois a segunda classe, tendo passado para as comarcas de Olhão em 1955 e de Torres Novas em 1956. Em 1958 atingiu a primeira classe, tendo sido colocado no 11.º juízo cível de Lisboa. Em 1962 estava a exercer como corregedor auxiliar do círculo de Lisboa, e no ano seguinte tornou-se corregedor presidente da 4.ª vara cível de Lisboa. Em 1967 passou para a 2.ª Instância, começando a exercer como juiz desembargador do Tribunal da Relação de Lisboa. foi eleito como presidente esta instituição em 24 de Julho de 1974, e em 1977 ascendeu a juiz conselheiro do Supremo Tribunal de Justiça. Em 1989 ocupou a posição de vogal no Conselho Superior de Magistratura.
Podem ver-se relatos da vida de seu pai, feitos pelo próprio e pela sua madrasta. Link: https://arquivos.rtp.pt/conteudos/aquilino-ribeiro-parte-i/
Depois da sua aposentação, criou em 25 de Julho de 1988 a Fundação Aquilino Ribeiro em Moimenta da Beira, com o apoio da médica Maria Josefa de Campos e de vários amigos e admiradores do seu pai.

### Falecimento e família
Faleceu em 1999, no concelho de Moimenta da Beira. Estava casado com Maria Josefa de Campos, que continuou o seu trabalho na fundação.